# 邵鹤亭
邵鹤亭（1902年—1966年），江苏宜兴人，中国教育家。

## 生平
1902年出生于江苏宜兴，1920年毕业于江苏省立常州中学。曾就读于南京高等师范学校、国立东南大学教育系。1932年留学回国，担任常州中学校长。1935年至1938年担任江苏省立苏州中学校长，后历任國立中央大学师范学院院长，中大、复旦大学教授，国民政府教育部专员兼科长，国立编译馆编纂兼中国教育全书编纂处主任等职务。中华人民共和国成立后，曾在教育部任职。
1966年在文革中受迫害致死。

## 著作
- 《尤莱士思想与革命理论之研究》
- 《训导原理》
- 《社会思想与教育》
- 《中国古代教育史》